# Desintegració de neutrons lliures

Un esquema del nucli d'un àtom que indica radiació β−, l'emissió d'un electró ràpid des del nucli (s'omet l'antineutri que l'acompanya). En el model de Rutherford per al nucli, les esferes vermelles eren protons amb càrrega positiva i les esferes blaves eren protons estretament lligats a un electró sense càrrega neta. El requadre mostra la desintegració beta d'un neutró lliure tal com s'entén avui; En aquest procés es creen un electró i un antineutrí.

A la interfície entre la física nuclear i la física de partícules, la desintegració dels neutrons lliures és un procés que implica la interacció feble, durant la qual un neutró lliure (no lligat a altres nucleons) decau espontàniament en un protó, un electró i un antineutri d'electrons.
Mesurar amb precisió aquesta decadència és fonamental per a les teories que descriuen la nucleosíntesi primordial, que va tenir lloc just després del big-bang. Segons les mesures, la vida mitjana del neutró lliure és d'uns 880 segons (poc menys de 15 minuts).

## Modes de decadència
La desintegració β és el mode de desintegració dels neutrons lliures amb la proporció de ramificació més gran: és a prop de 100 %. Entre els altres canals de desintegració predits per la teoria, només s'ha observat experimentalment la desintegració radiativa.

Diagrama de Feynman per a la desintegració beta d'un neutró en un protó, un electró i un antineutri d'electrons a través d'un bosó W − pesat intermedi.

La conservació del nombre bariònic implica que la desintegració del neutró crea un protó, l'únic nucleó més lleuger que ell.
A més, la petita diferència de massa entre el neutró i el protó (1,293 MeV) prohibeix l'emissió d'un antineutri i un pió π − o un muó, en lloc de l'electró.

### Desintegració β−
La desintegració del neutró lliure (n) en un protó (p), un electró (e−) i un antineutri electrònic (ν̅e) és un procés que conserva tant la càrrega elèctrica com la projecció del seu espín en qualsevol eix. La conservació de la càrrega i el nombre de leptons, requerida per la interacció feble, explica la presència de l'electró i l'antineutri electrònic. Està escrit:
n → p + e − + ν̅ e

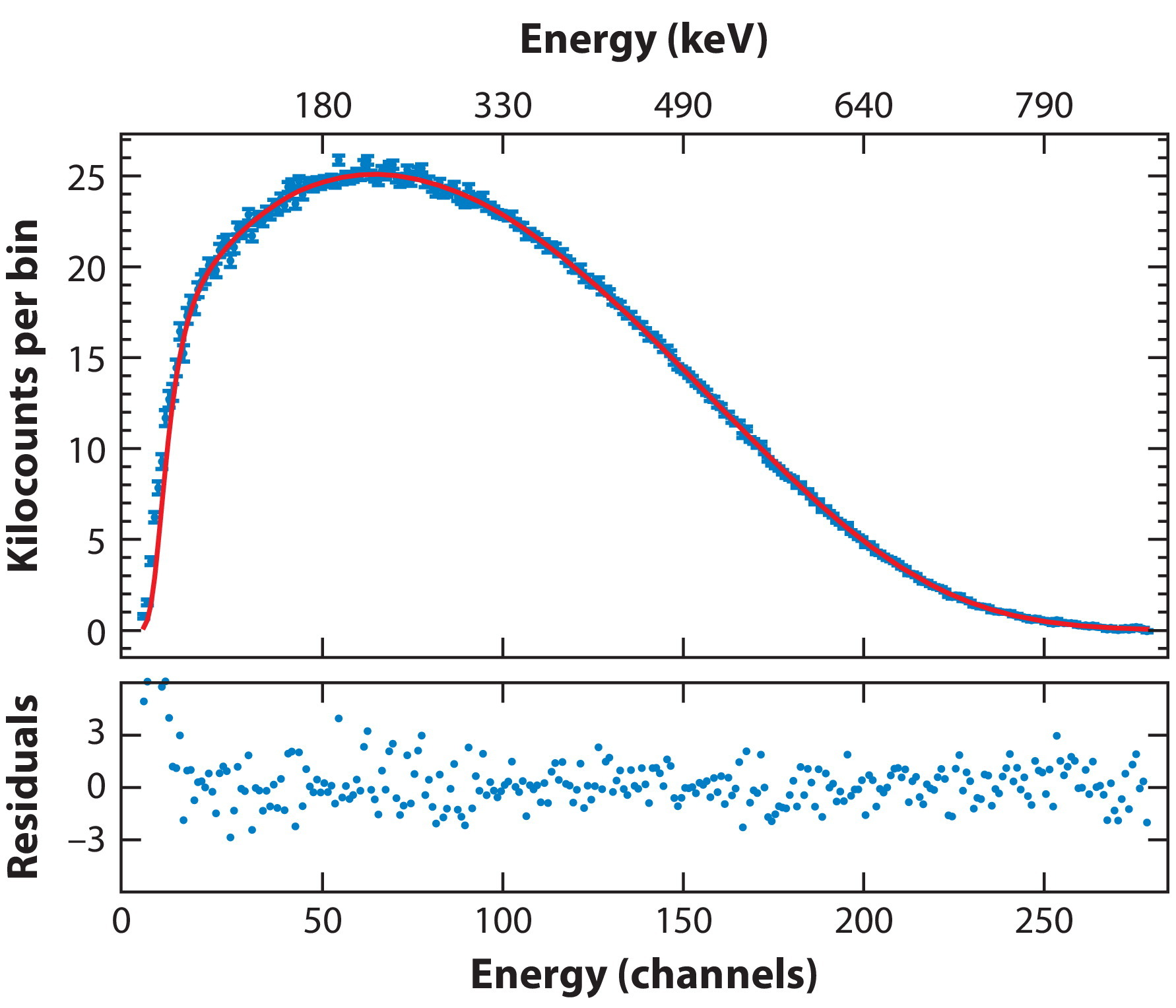
Distribució d'energia de l'electró resultant de la desintegració dels neutrons mesurada experimentalment (punts blaus) i càlcul teòric (línia vermella).

Aquesta decadència és possible pel fet que l'energia de massa del neutró és més gran que la suma de la del protó, l'electró i l'electró antineutri en uns 0,782 MeV. Per tant, disminueix i l'excés de massa es converteix en energia cinètica que es distribueix entre les partícules resultants de la desintegració. Aquest procés també pot tenir lloc quan el neutró està unit dins d'un nucli atòmic: es produeix quan el nucli és inestable respecte a una desintegració β − que el porta a recuperar més estabilitat.
L'energia de desintegració (basada en les masses del neutró, el protó i l'electró proporcionades per CODATA 2014) és igual a 0,782 333 05 MeV. Aquest valor està d'acord amb l'energia màxima de l'electró produïda durant la desintegració que es va mesurar a 0,782 ± 0,013 MeV. Aquest darrer valor no és prou precís per determinar la massa en repòs de l'antineutri (que en teoria s'ha de restar de l'energia cinètica màxima de l'electró); això està restringit per altres mètodes. A més, l'energia cinètica màxima del protó és 751 eV.
Bàsicament, tant el protó com el neutró estan formats per tres quarks de valència. El neutró transporta dos quarks d (cadascun amb càrrega -⅓ e) i un quark u (amb càrrega +⅔ e ), mentre que el protó està format per dos quarks u i un quark d. Un dels quarks d del neutró es transforma en un quark u, donant lloc a la formació d'un protó, amb l'emissió d'un bosó vector W − massiu, que després decau en un electró i un antineutri d'electrons, que s'escriu:
d → u + e − + ν̅ e

## Vida lliure dels neutrons
La primera mesura de la vida útil dels neutrons la van fer John Michael Robson i els seus col·legues el 1951, donant lloc a un valor de 1 110 ± 220 s. Des de llavors, s'han dut a terme una vintena d'experiments dirigits a mesurar la vida útil amb la màxima precisió possible. El valor de la vida útil mitjana retinguda pel Particle Data Group el 2022 és τ n = 878,4 ± 0,5 s. Després d'analitzar els resultats de la mesura de la vida útil dels neutrons amb neutrons ultrafreds, es va trobar una discrepància entre els resultats de les mesures pel mètode del feix i el mètode d'emmagatzematge.
enllaç=https://ca.wikipedia.org/wiki/Fitxer:Main_nuclear_reaction_chains_for_Big_Bang_nucleosynthesis.svg|alt=Schéma représentant les principales réactions lors de la nucléosynthèse primordiale, impliquant neutrons, protons, 2H, 3H, 3He, 4He, 7Li et 7Be.|miniatura|Principals reaccions nuclears que tenen lloc durant la nucleosíntesi primordial.